# کیفیت الماس
خلوص الماس کیفیت الماس است که مربوط به وجود و ظاهر بصری خصوصیات داخلی الماس به نام ناخالصی و عیوب سطحی به نام لکه است. کیفیت یکی از چهار C درجه‌بندی الماس است که بقیه قیراط، رنگ و تراش هستند.
ناخالصی ها جامدات، مایعات یا گازهایی هستند که به هنگام تشکیل یک ماده معدنی به دام افتاده‌اند. آنها ممکن است کریستال‌هایی از یک ماده خارجی یا حتی کریستال الماس دیگری باشند، یا ممکن است نقص‌های ساختاری ایجاد کرده باشند، مانند ترک‌های ریز که باعث می‌شود الماس سفید یا کدر به نظر برسد. تعداد، اندازه، رنگ، محل نسبی، جهت و دید اجزاء همگی می‌توانند بر شفافیت نسبی الماس تأثیر بگذارند. درجه شفافیت و کیفیت بر اساس ظاهر کلی سنگ با بزرگنمایی ده برابر تعیین می‌شود که بزرگنمایی استاندارد برای لوپ‌های مورد استفاده در دنیای جواهرات است.
بیشتر اجزای موجود در الماس‌های با کیفیت جواهر بر عملکرد یا یکپارچگی ساختاری الماس تأثیر نمی‌گذارد و با چشم غیرمسلح قابل مشاهده نیست. با این حال، ناخالصی‌های با شکل ابرهای بزرگ می‌توانند بر توانایی الماس در انتقال و پراکندگی نور تأثیر بگذارند. ترک‌های بزرگ نزدیک به سطح گوهر سنگ یا ناخالصی قسمتی از سطح گوهر سنگ ممکن است مقاومت الماس در برابر شکستگی را کاهش دهد.
الماس‌هایی با درجه شفافیت بالاتر ارزش بیشتری دارند، و الماس بسیار کمیاب درجه‌بندی شده "Flawless" بالاترین قیمت را دارد. ضایعات یا لک‌های جزئی مفید هستند، زیرا می‌توان از آنها به عنوان علائم شناسایی منحصر به فرد مشابه با اثر انگشت استفاده کرد. علاوه بر این، با بهبود فناوری الماس مصنوعی و تشخیص بین الماس طبیعی و مصنوعی دشوارتر می‌شود، می‌توان از ضایعات یا لک‌ها به عنوان اثبات منشأ طبیعی بودن گوهر الماس استفاده کرد.

## ناخالصی‌های درونی و بیرونی
انواع مختلفی از ناخالصی‌های درونی و بیرونی وجود دارد که به درجات مختلفی بر شفافیت الماس تأثیر می‌گذارد. ویژگی‌های حاصل از روش‌های تقویت الماس، مانند خطوط لیزر، نیز به عنوان ناخالصی یا لکه در نظر گرفته می‌شوند.

### ناخالصی درونی
- ابرها
- پر
- شامل کریستال‌ها یا مواد معدنی
- گره‌ها
- حفره‌ها
- رخ
- ریش
- دانه بندی داخلی
- مشخص کنید
- خطوط لیزری
- دوقلو Wisp
- مرکز غلات
- سوراخ مته لیزری
- گره
- سوزن

صنعت الماس به جای واژه «ناخالصی درونی» از اصطلاح «ویژگی درونی» استفاده می‌کند. برای الماس‌های طبیعی، «ویژگی‌های درونی» در الماس، کریستال‌های رشدی هستند که به الماس شخصیت و اثر انگشت منحصر به فرد می‌بخشند. هنگامی که الماس‌ها درجه‌بندی می‌شوند، با قدرت ۱۰ برابر بزرگنمایی می‌شوند.

### ناخالصی بیرونی
- خطوط پالیش
- مرزهای دانه
- طبیعی
- خراش
- نیکس
- چاله‌ها
- کنده شدگی
- می‌شکند
- نقاط تاریک
- لکه‌های روشن
- ساییدگی‌ها

## درجه‌بندی وضوح

### سیستم درجه‌بندی مؤسسه گوهرشناسی آمریکا

#### تاریخ
در سال ۱۹۵۲، ریچارد تی لیدیکوات، همراه با مارکیز پرسون، جو فیلیپس، رابرت کرونینگشیلد و برت کراش شروع به کار بر روی یک سیستم جدید درجه‌بندی الماس کردند که آن را «درجه بندی و ارزیابی الماس» نامیدند. در سال ۱۹۵۳، آنها سیستم جدید خود را منتشر کردند که سه جنبه از الماس را ارزیابی می‌کرد. ساخت، رنگ و شفافیت آنها از اصطلاحات استفاده شده در صنعت در آن زمان استفاده کردند و تعاریف را برای ایجاد مقیاس شفافیتی که بر اساس آن الماس‌ها می‌توانند به‌طور مداوم درجه‌بندی شوند، اصلاح کردند. سیستم در آن زمان شامل نه درجه بود: بی عیب، VVS 1، VVS 2، VS 1، VS 2، SI 1، SI 2، I 1 و I 2. "I" از نمرات I 1 و I 2 در ابتدا مخفف "ناقص" بود.
در طول دهه ۱۹۷۰، دو تغییر در سیستم ایجاد شد. در ابتدا، درجه بدون عیب داخلی اضافه شد، زیرا GIA متوجه شد که بسیاری از الماس‌ها برای از بین بردن هرگونه لکه‌های سطحی به شدت بریده می‌شوند و در نتیجه کیفیت برش ("ساخت") الماس‌ها کاهش می‌یابد. درجه Internal Flawless به تولیدکنندگان الماس این امکان را داد که لکه‌هایی را روی سطح سنگ باقی بگذارند و به درجه ای بالاتر از VVS 1 برسند. دومین تغییری که در سیستم نمره دهی ایجاد شد، معرفی درجه I 3 بود. این تغییر در پاسخ به تعداد فزاینده‌ای از الماس‌های با شفافیت بسیار کم برش داده شد.
آخرین تغییر در سیستم درجه‌بندی وضوح در دهه ۱۹۹۰ صورت گرفت، زمانی که اصطلاح «ناقص» به «شامل» تغییر یافت.

#### سیستم مدرن درجه‌بندی GIA
| دسته‌بندی | Flawless | Internally Flawless | Very Very Slightly Included | Very Very Slightly Included | Very Slightly Included | Very Slightly Included | Slightly Included | Slightly Included | Included | Included | Included |
| درجه     | FL       | IF                  | VVS 1                       | VVS 2                       | VS1                    | VS2                    | SI 1              | SI 2              | I1       | I2       | I3       |

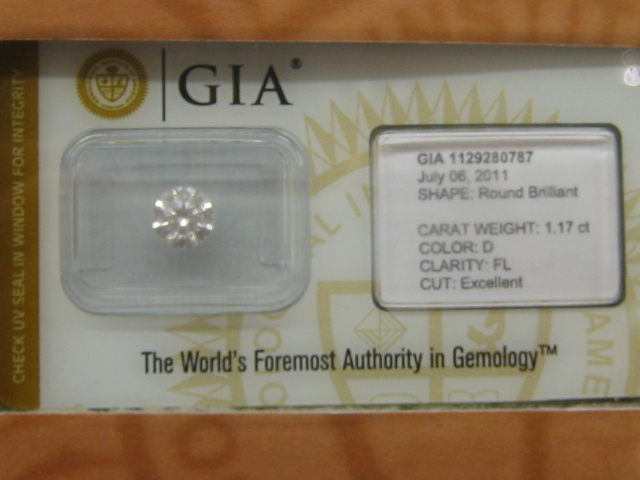
شناسنامه الماس FL (بی عیب) توسط GIA

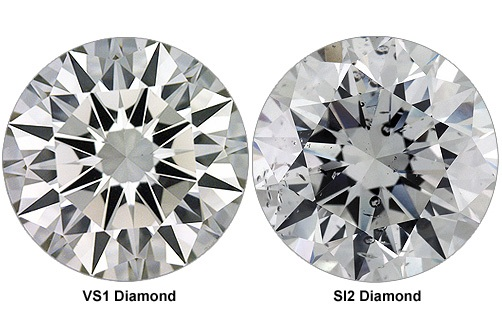
دو الماس درجه SI _{2} و VS _{1} به ترتیب.

مقیاس درجه‌بندی الماس GIA به شش دسته و یازده درجه تقسیم می‌شود. دسته‌بندی‌ها و درجه‌های وضوح عبارتند از:
- الماس‌های دسته بی عیب و نقص (FL) هیچ گونه یا لکه ای با بزرگنمایی ۱۰ برابر ندارند.[۳]
- الماس‌های دسته‌بندی داخلی بدون عیب (IF) هیچ ضمیمه‌ای با بزرگنمایی ۱۰ برابری قابل مشاهده ندارند، فقط لکه‌های کوچکی روی سطح الماس دارند.[۳]
- الماس‌های رده بسیار، بسیار اندک شامل (VVS) دارای اجزاء کوچکی هستند که دیدن آنها با بزرگنمایی ۱۰ برابر برای یک گریدر ماهر دشوار است.[۳] دسته VVS به دو درجه تقسیم می‌شود. VVS1 نشان دهنده درجه وضوح بالاتر از VVS2 است. نقطه‌ها و سوزن‌ها درجه را در VVS تنظیم می‌کنند.[۲]
- الماس‌های دسته‌بندی بسیار اندک (VS) دارای اجزاء جزئی هستند که دیدن آنها برای یک درجه‌بندی آموزش‌دیده با بزرگنمایی ۱۰ برابر دشوار است.[۳] دسته VS به دو درجه تقسیم می‌شود. VS1 نشان دهنده درجه وضوح بالاتر از VS2 است. به‌طور معمول اجزاء در الماس VS بدون بزرگنمایی نامرئی هستند. با این حال، به ندرت برخی از اجزای VS2 ممکن است هنوز قابل مشاهده باشند. به عنوان مثال می‌توان به الماس بزرگ تراش خورده زمردی اشاره کرد که دارای یک قسمت کوچک در زیر گوشه میز است.[۲]
- الماس‌های دسته‌بندی اندکی (SI) دارای اجزای قابل توجهی هستند که دیدن آن‌ها برای یک گریدر آموزش دیده با بزرگنمایی ۱۰ برابر آسان است.[۳] دسته SI به دو درجه تقسیم می‌شود. SI1 نشان دهنده درجه وضوح بالاتر از SI2 است. اینها ممکن است با چشم غیر مسلح قابل توجه باشند یا نباشند.[۴]
- الماس‌های رده (I) گنجانده شده دارای اجزای آشکاری هستند که به وضوح برای یک گریدر آموزش دیده با بزرگنمایی ۱۰ برابر قابل مشاهده است.[۳] الماس‌های گنجانده شده دارای اجزایی هستند که معمولاً بدون بزرگنمایی قابل مشاهده هستند یا دارای اجزایی هستند که دوام سنگ را تهدید می‌کنند. دسته I به سه درجه تقسیم می‌شود. I1 نشان دهنده درجه وضوح بالاتر از I2 است که به نوبه خود بالاتر از I3 است. ادغام در الماس I1 اغلب با چشم غیر مسلح دیده می‌شود. آخال‌های I2 به راحتی دیده می‌شوند، در حالی که الماس‌های I3 دارای اجزای بزرگ و بسیار آسان برای دیدن هستند که معمولاً بر درخشندگی الماس تأثیر می‌گذارد و همچنین دارای اجزایی است که اغلب احتمالاً ساختار الماس را تهدید می‌کند.[۲]

##### روش درجه‌بندی وضوح GIA
درجه‌بندی شفافیت GIA با بزرگنمایی ۱۰ برابر با روشنایی میدان تاریک انجام می‌شود. آزمایشگاه GIA به عنوان تجهیزات استاندارد از میکروسکوپ‌های استریو دوچشمی استفاده می‌کند که می‌توانند تا بزرگنمایی‌های بالاتر زوم کنند. این میکروسکوپ‌ها مجهز به نور میدان تاریک و همچنین نور بالای سر فیلتر شده فرابنفش هستند. هنگامی که درجه‌بندی با استفاده از یک لوپ دستی ۱۰ برابر انجام می‌شود، دستیابی به روشنایی میدان تاریک دشوارتر است. گریدر باید از منبع نور به گونه ای استفاده کند که پایه سنگ از پهلو روشن شود و تاج سنگ از نور محافظت شود.
پس از تمیز کردن کامل الماس، الماس با استفاده از موچین در یک نگهدارنده کمربند به کمربند برداشته می‌شود. گریدر الماس را برای اولین بار از طریق جدول مشاهده می‌کند و ناحیهٔ سنگ را برای گنجاندن آن مطالعه می‌کند. سپس الماس را روی زمین گذاشته و با موچین در یک نگهدارنده میز به قلاب می‌برند. در این موقعیت، الماس را می‌توان از سمت غرفه، و سمت تاج، بررسی الماس از طریق هر وجه برای گنجاندن بررسی کرد. هنگامی که یک بخش از الماس به‌طور کامل بررسی شد، گریدر الماس را در موچین می‌چرخاند، به طوری که بخش همسایه را می‌توان بررسی کرد. گریدر از نور تاریک فیلد برای آشکار کردن ویژگی‌ها استفاده می‌کند، و به‌طور متناوب از نور منعکس شده بالای سر استفاده می‌کند تا مشخص کند که آیا یک مشخصه در سنگ، روی سطح سنگ یا هر دو قرار دارد. اگر گریدر از میکروسکوپ استریو استفاده می‌کند، ممکن است با بزرگنمایی بالاتر زوم کند تا مشاهدات دقیق تری از یک گنجایش انجام دهد، اما سپس به بزرگنمایی ۱۰ برابر برای ارزیابی تأثیر آن بر درجه وضوح بازگردد.
اگر از یک میکروسکوپ دوچشمی استریو استفاده شده باشد، ارزیابی نهایی با استفاده از لوپ 10x قبل از قضاوت نهایی در مورد شفافیت سنگ انجام می‌شود. درجه‌بندی ابتدا دسته شفافیت الماس را تعیین می‌کند: هیچ (FL، یا IF برای یک لکه)، دقیقه (VVS)، جزئی (VS)، قابل توجه (SI)، یا آشکار (I). سپس در مورد درجه الماس تصمیم‌گیری می‌شود.
سیستم درجه‌بندی شفافیت توسعه یافته توسط GIA در سراسر صنعت و همچنین توسط سایر آژانس‌های درجه‌بندی الماس از جمله انجمن گوهرشناسی آمریکا (AGS) و مؤسسه بین‌المللی گوهرشناسی (IGI) استفاده شده‌است. آزمایشگاه‌های کوچکتر دیگری نیز وجود دارند که از سیستم GIA استفاده می‌کنند. این آژانس‌های درجه‌بندی، درجه‌های وضوح خود را بر اساس ویژگی‌های گنجاندن قابل مشاهده برای یک متخصص آموزش‌دیده زمانی که یک الماس از بالا زیر بزرگ‌نمایی ۱۰ برابر مشاهده می‌شود، قرار می‌دهند.

#### کنفدراسیون جهانی جواهرات
| GIA   | GIA   | GIA   | GIA   | همه سنگ‌ها     | همه سنگ‌ها     | همه سنگ‌ها     | همه سنگ‌ها     | FL       | FL       | اگر      | اگر      | VVS 1 | VVS 1 | VVS 1 | VVS 2 | VVS 2 | VVS 2 | VS1 | VS1 | VS1 | VS2 | VS2 | VS2 | SI 1 | SI 1 | SI 1 | SI 1 | SI 1 | SI 2 | SI 2 | SI 2 | SI 2 | SI 2 | I1  | I1  | I1  | I1  | I2   | I2   | I2   | I2   | I3    | I3    | I3    | I3    |
| CIBJO | CIBJO | CIBJO | CIBJO | بیش از 0.47ct | بیش از 0.47ct | بیش از 0.47ct | بیش از 0.47ct | لوپ تمیز | لوپ تمیز | لوپ تمیز | لوپ تمیز | VVS 1 | VVS 1 | VVS 1 | VVS 2 | VVS 2 | VVS 2 | VS1 | VS1 | VS1 | VS2 | VS2 | VS2 | SI 1 | SI 1 | SI 1 | SI 1 | SI 1 | SI 2 | SI 2 | SI 2 | SI 2 | SI 2 | P I | P I | P I | P I | P II | P II | P II | P II | P III | P III | P III | P III |
| CIBJO | CIBJO | CIBJO | CIBJO | زیر 0.47ct    | زیر 0.47ct    | زیر 0.47ct    | زیر 0.47ct    | لوپ تمیز | لوپ تمیز | لوپ تمیز | لوپ تمیز | VVS   | VVS   | VVS   | VVS   | VVS   | VVS   | vs  | vs  | vs  | vs  | vs  | vs  | SI   | SI   | SI   | SI   | SI   | SI   | SI   | SI   | SI   | SI   | P I | P I | P I | P I | P II | P II | P II | P II | P III | P III | P III | P III |

کنفدراسیون جهانی جواهرات مقیاس بین‌المللی شفافیت را برای درجه‌بندی الماس ایجاد کرد. این مقیاس وضوح منعکس کننده مقیاس درجه‌بندی GIA است، به جز نامگذاری متفاوت است. سیستم این درجه‌های وضوح را نام‌گذاری می‌کند. Loupe Clean، اجزاء بسیار بسیار کوچک (VVS1 و VVS2)، اجزاء بسیار کوچک (VS1 و VS2)، اجزاء کوچک (SI1 و SI2)، Piqué (P1، P2، و P3؛ برگرفته از یک کلمه فرانسوی به معنای "لکه دار").
درجه‌بندی وضوح بر اساس استانداردهای WJC با بررسی با استفاده از یک لوپ آکروماتیک و آپلاناتیک ۱۰ برابر در نور معمولی است.

#### انجمن جواهر آمریکا
| GIA | GIA | FL | FL | اگر | اگر | VVS 1 | VVS 1 | VVS 1 | VVS 2 | VVS 2 | VVS 2 | در مقابل 1 | در مقابل 1 | در مقابل 1 | در مقابل 2 | در مقابل 2 | در مقابل 2 | SI 1 | SI 1 | SI 1 | SI 2 | SI 2 | SI 2 | من 1 | من 1 | من 1 | من 1 | من 2 | من 2 | من 2 | من 2 | من 3 | من 3 | من 3 | من 3 |
| AGS | AGS | ۰  | ۰  | ۰   | ۰   | ۱     | ۱     | ۱     | ۲     | ۲     | ۲     | ۳          | ۳          | ۳          | ۴          | ۴          | ۴          | ۵    | ۵    | ۵    | ۶    | ۶    | ۶    | ۷    | ۷    | ۷    | ۸    | ۸    | ۸    | ۹    | ۹    | ۹    | ۱۰   | ۱۰   | ۱۰   |

انجمن جواهر آمریکا وضوح را در مقیاس عددی بین ۰ تا ۱۰ درجه‌بندی می‌کند. این نمرات اعداد تقریباً دقیقاً با سیستم GIA مرتبط هستند، اما با برخی تفاوت‌ها. نمرات بی عیب و نقص داخلی (۰) همراه با علامت گذاری که مشخص می‌کند سنگ فاقد لک‌های خارجی است، گروه‌بندی می‌شوند، گریدهای VVS تا SI از ۱ تا ۶ شماره گذاری می‌شوند و سپس چهار درجه از ۷ تا ۱۰ برای دسته‌بندی موجود است.
درجه‌بندی وضوح توسط استانداردهای AGS نیاز به بررسی با استفاده از میکروسکوپ استریو دوچشمی مجهز به بزرگنمایی قابل تنظیم زوم و روشنایی میدان تاریک دارد.

#### شورای بین‌المللی الماس
| GIA | GIA | GIA | GIA | FL       | FL       | FL       | FL       | اگر      | اگر      | اگر      | اگر      | VVS 1 | VVS 1 | VVS 1 | VVS 1 | VVS 2 | VVS 2 | VVS 2 | VVS 2 | VS1 | VS1 | VS1 | VS1 | VS2 | VS2 | VS2 | VS2 | SI 1 | SI 1 | SI 1 | SI 1 | SI 2 | SI 2 | SI 2 | SI 2 | I1  | I1  | I1  | I1  | I2   | I2   | I2   | I2   | I3    | I3    | I3    | I3    |
| IDC | IDC | IDC | IDC | لوپ تمیز | لوپ تمیز | لوپ تمیز | لوپ تمیز | لوپ تمیز | لوپ تمیز | لوپ تمیز | لوپ تمیز | VVS 1 | VVS 1 | VVS 1 | VVS 1 | VVS 2 | VVS 2 | VVS 2 | VVS 2 | VS1 | VS1 | VS1 | VS1 | VS2 | VS2 | VS2 | VS2 | SI 1 | SI 1 | SI 1 | SI 1 | SI 2 | SI 2 | SI 2 | SI 2 | P I | P I | P I | P I | P II | P II | P II | P II | P III | P III | P III | P III |

IDC یا شورای بین‌المللی الماس از استاندارد بسیار مشابه CIBJO استفاده می‌کند. سنگ‌های تمیز لوپ IDC که دارای لکه‌های خارجی هستند دارای علامت گذاری در گزارش درجه‌بندی هستند. درجه‌بندی شفافیت IDC با بررسی با استفاده از یک لوپ آکروماتیک ۱۰ برابری در نور معمولی انجام می‌شود.

#### آزمایشگاه گوهرشناسی اروپا
| GIA                     | GIA                     | GIA                     | GIA                     | FL  | FL  | اگر | اگر | VVS 1 | VVS 1 | VVS 1 | VVS 2 | VVS 2 | VVS 2 | VS1 | VS1 | VS1 | VS2 | VS2 | VS2 | SI 1 | SI 1 | SI 1 | SI 1 | SI 1 | SI 2 | SI 2 | SI 2 | SI 2 | SI 2 | I1   | I1   | I1  | I1  | I1  | I2  | I2  | I2  | I2  | I3 | I3 | I3 | I3 |
| EGL ایالات متحده آمریکا | EGL ایالات متحده آمریکا | EGL ایالات متحده آمریکا | EGL ایالات متحده آمریکا | اگر | اگر | اگر | اگر | VVS 1 | VVS 1 | VVS 1 | VVS 2 | VVS 2 | VVS 2 | VS1 | VS1 | VS1 | VS2 | VS2 | VS2 | SI 1 | SI 1 | SI 1 | SI 1 | SI 2 | SI 2 | SI 2 | SI 2 | SI 3 | SI 3 | SI 3 | SI 3 | I1  | I1  | I1  | I2  | I2  | I2  | I2  | I3 | I3 | I3 | I3 |
| EGL هند                 | EGL هند                 | EGL هند                 | EGL هند                 | FL  | FL  | اگر | اگر | VVS 1 | VVS 1 | VVS 1 | VVS 2 | VVS 2 | VVS 2 | VS1 | VS1 | VS1 | VS2 | VS2 | VS2 | SI 1 | SI 1 | SI 1 | SI 1 | SI 2 | SI 2 | SI 2 | SI 2 | SI 3 | SI 3 | SI 3 | SI 3 | P 1 | P 1 | P 1 | P 2 | P 2 | P 2 | P 2 | P3 | P3 | P3 | P3 |

آزمایشگاه گوهرشناسی اروپا (EGL) SI3 را به عنوان درجه شفافیت معرفی کرد. در حالی که به عنوان محدوده ای برای شامل سنگ‌های مرزی SI2/I1 در نظر گرفته شده‌است، اما اکنون معمولاً به معنای I1هایی استفاده می‌شود که تقریباً "چشم تمیز" هستند، یعنی دارای اجزایی هستند که به وضوح با چشم غیر مسلح قابل مشاهده نیستند. از آنجا که GIA و EGL از نامگذاری یکسانی استفاده می‌کنند، اما استانداردها را متفاوت اعمال می‌کنند، خریداران الماس می‌توانند به راحتی گیج یا گمراه شوند. الماس مشابهی که به هر دو آزمایشگاه ارسال می‌شود، اغلب درجه‌های بسیار متفاوتی دریافت می‌کند.

## ملاحظات درجه‌بندی شفافیت
وقتی از بالا با بزرگنمایی ۱۰ برابر مشاهده می‌شود، همه نمرات ظاهر را به یک گریدر باتجربه منعکس می‌کنند، اگرچه در طول فرایند درجه‌بندی از بزرگنمایی‌های بالاتر و مشاهده از زوایای دیگر استفاده می‌شود. درجه‌بندی الماس را از نظر ویژگی‌های درونی مورد مطالعه قرار می‌دهد و آنها را بر اساس پنج عامل وضوح قضاوت می‌کند: اندازه، تعداد، موقعیت، ماهیت، و رنگ یا نقش برجسته. درجه وضوح بر اساس قابل توجه‌ترین موارد، به اصطلاح «شامل تنظیم درجه» ارزیابی می‌شود. گنجاندن کمتر مهم برای اهداف تعیین درجه نادیده گرفته می‌شود. با این حال، هنوز هم ممکن است آنها بر روی نمودار نمودار الماس رسم شوند.
درجه‌بندی شفافیت دقیق مانند سایر مراحل درجه‌بندی باید با الماس «شل» انجام شود، یعنی در هیچ گونه نصبی قرار نگیرد. دیده شدن اجزاء از سمت تاج الماس اغلب دشوار است و ممکن است با تنظیم پنهان شوند.

### اندازه
اولین عامل شفافیتی که ارزیابی می‌شود اندازه یک مشخصه شفافیت است. مشخصه‌های بزرگتر معمولاً تحت بزرگنمایی بیشتر قابل توجه هستند و در نتیجه الماس را در درجه شفافیت پایین‌تری قرار می‌دهند.

### تعداد
دومین عامل شفافیت که ارزیابی می‌شود، تعداد مشخصه‌های شفافیت است. به‌طور کلی، هر چه ویژگی‌ها بیشتر باشد، درجه وضوح کمتر است. این ارزیابی با قضاوت در مورد میزان سهولت دیده شدن آنها انجام می‌شود، نه بر اساس تعداد واقعی ویژگی‌ها.

### موقعیت
سومین عامل شفافیت که ارزیابی می‌شود، موقعیت مشخصه است. هنگامی که یک بخش مستقیماً زیر میز الماس قرار دارد، بیشتر قابل مشاهده است. یک قسمت زیر میز و نزدیک به یک وجه غرفه قرار می‌گیرد چندین بار در اطراف سنگ منعکس می‌شود و به این نوع گنجاندن نام «بازتابنده» داده می‌شود. بازتابگرها طوری درجه‌بندی می‌شوند که گویی هر بازتاب یک شامل است (اگرچه در ترسیم الماس فقط یک بار رسم می‌شود). به همین دلیل بازتابنده‌ها تأثیر بیشتری بر درجه شفافیت دارند. انخال‌ها زمانی که در زیر وجوه تاج یا نزدیک کمربند سنگ قرار می‌گیرند، کمتر قابل مشاهده می‌شوند. این اجزاء ممکن است اغلب از سمت غرفه الماس راحت تر از سمت تاج الماس دیده شوند.
علاوه بر این، موقعیت پرهای بزرگ، گره‌ها و کریستال‌های شامل در جایی که تا کمربند یا تاج سنگ امتداد دارند بر درجه شفافیت تأثیر می‌گذارند. الماس‌هایی که در جواهرات استفاده می‌شوند معمولاً در برابر شکستگی مقاومت می‌کنند، اما مواردی از این قبیل و در این موقعیت‌ها می‌تواند خطری برای گسترش بیشتر شکست در ساختار الماس باشد. اقلامی که تخمین زده می‌شود حداقل خطر متوسطی برای شکستن سنگ دارند، در دسته‌بندی گنجانده شده طبقه‌بندی می‌شوند.

### طبیعت
چهارمین عامل شفافیت که ارزیابی می‌شود ماهیت یک مشخصه است. ماهیت مشخصه تعیین می‌کند که آیا درونی (به داخل سنگ امتداد می‌یابد) یا خارجی (محدود به سطح سنگ). ویژگی‌های داخلی به‌طور خودکار الماس را از دسته‌های Flawless و Internally Flawless حذف می‌کند. ویژگی‌های خارجی الماس را از رده بی عیب و نقص خارج می‌کند.
یک ویژگی داخلی الماس را می‌توان به عنوان a(n) طبقه‌بندی کرد: کبودی، حفره، تراشه، شکاف، ابر، کریستال، پر، مرکز دانه، تورفتگی طبیعی، دانه بندی داخلی، گره، سوراخ مته لیزری، سوزن، نقطه دقیق یا دوقلویی سس
یک مشخصه خارجی الماس را می‌توان به عنوان a(n) طبقه‌بندی کرد: سایش، طبیعی، سوراخ، حفره، خطوط پولیش، علامت پولیش، خراش، دانه بندی سطحی، یا وجه اضافی.
طبیعت همچنین تعیین می‌کند که آیا یک گنجاندن سنگ خطری برای سنگ دارد یا خیر. گنجایشی که ممکن است باعث شکستگی در ساختار کریستالی شود (شامل کریستال، پر، گره و شکاف) ممکن است بسته به موقعیت آن، سطح متوسطی از خطر شکستگی بیشتر را ایجاد کند.

### رنگ یا تسکین
پنجمین فاکتور شفافیتی که مورد ارزیابی قرار می‌گیرد، رنگ و تسکین ویژگی‌های شفافیت است. ویژگی‌هایی که با الماس اطراف در تضاد هستند گفته می‌شود که دارای «تسکین» هستند. میزان قابل توجه بودن این رنگ و برجستگی بر درجه شفافیت الماس تأثیر می‌گذارد. آخال‌های رنگی همیشه کنتراست را نشان می‌دهند و راحت تر دیده می‌شوند. یک استثناء یک گنجاندن نقطه سیاه است که اغلب دیدن آن دشوارتر از یک نقطه سفید است.

## کمیابی و ارزش
با افزایش شفافیت، الماس به‌طور فزاینده ای کمیاب می‌شود. تنها حدود ۲۰ درصد از تمام الماس‌های استخراج شده دارای درجه شفافیت بالایی هستند که الماس برای استفاده به عنوان سنگ قیمتی مناسب در نظر گرفته شود. ۸۰ درصد دیگر به مصارف صنعتی منتقل می‌شوند. از آن ۲۰ درصد بالا، بخش قابل توجهی شامل انکلوژن یا اجزایی است که با بازرسی دقیق با چشم غیر مسلح قابل مشاهده است. آنهایی که وقتی جواهر را در فاصله ۶ اینچی با چشم غیرمسلح مورد بررسی قرار می‌دهند، ضایعات قابل رویت ندارند، به عنوان «چشم تمیز» شناخته می‌شوند، اگرچه گاهی اوقات می‌توان ادخال‌های قابل مشاهده را در زیر جواهر پنهان کرد. گران‌ترین الماس‌های جواهر در درجه‌های VS و SI قرار می‌گیرند که سنگ‌های FL, IF و حتی VVS دارای امتیاز قابل توجهی هستند. سنگ‌های FL و IF گاهی اوقات به عنوان «کیفیت موزه» یا «درجه سرمایه گذاری» شناخته می‌شوند تا نادر بودن آنها را نشان دهند. اگرچه اصطلاح «درجه سرمایه‌گذاری» گمراه‌کننده است، زیرا الماس‌ها از لحاظ تاریخی دارای ارزش نقدینگی نبوده و مشکوک بوده‌اند.

## افزایش کیفیت
«حفاری» لیزری شامل استفاده از لیزر برای سوزاندن یک سوراخ روی یک لایه رنگی و سپس شستشوی اسیدی برای حذف عامل رنگ‌کننده است. درجه شفافیت، درجه بعد از درمان است. درمان دائمی در نظر گرفته می‌شود.
شفافیت را نیز می‌توان با پر کردن شکستگی "افزایش داد" درست مانند ترک شیشه جلوی خودرو که می‌توان آن را درمان کرد. چنین الماس‌هایی گاهی اوقات "الماس پر از شکست " نامیده می‌شوند. فروشندگان معتبر باید این پرکننده را فاش کنند و شرکت‌های پرکننده معتبر از مواد پرکننده استفاده می‌کنند که در هنگام مشاهده از نزدیک، رنگی معمولاً نارنجی یا صورتی را نشان می‌دهند. برای الماس‌های پر از شکستگی تخفیف قابل توجهی در نظر گرفته شده‌است. GIA الماس‌های پر از شکستگی را درجه‌بندی نمی‌کند، تا حدی به این دلیل که درمان به اندازه خود الماس دائمی نیست. اگر گرما باعث آسیب به پر کردن شود، شرکت‌های معتبر اغلب درمان‌های تکراری را ارائه می‌دهند. گرمای مورد نیاز برای ایجاد آسیب، حرارت یک مشعل دمنده است که برای کار بر روی تنظیمات استفاده می‌شود، و اگر الماس پر از شکستگی است، ضروری است به هر کسی که روی یک تنظیم کار می‌کند اطلاع داده شود، بنابراین آنها می‌توانند مواد خنک‌کننده را روی الماس اعمال کنند و در حین استفاده بیشتر مراقب باشند. دارم روش کار می‌کنم.
GIA، به عنوان یک سیاست، الماس‌های با شفافیت را درجه‌بندی نمی‌کند، اما الماس‌های حفر شده با لیزر را درجه‌بندی می‌کند، زیرا این افزایش را طبیعت دائمی می‌داند. اگر در گزارش GIA عبارت «شفافیت افزایش یافته» یا «شکستگی پر شده» باشد، مطمئناً یک گزارش جعلی است.
الماس سنتتیک
به گوهرهایی گفته می‌شود که توسط بشر در آزمایشگاه تولید و دارای خواص فیزیکی و شیمیایی شامل وزن مخصوص و ضریب شکست که کاملاً یکسان به نوع طبیعی می‌باشد. شامل پروسه‌های تولید به دو روش CVD و HPHT می‌شود که HPHT مخففHIGH PRESSURE HIGH TEMPERATURE و CVD مخفف CHEMICAL VAPOR DEPOSITION می‌باشد.